# Chino Valley, Arizona
Chino Valley är en stad (town) i Yavapai County, i delstaten Arizona, USA. Enligt United States Census Bureau har staden en folkmängd på 10 862 invånare (2011) och en landarea på 164 km².